# Marcelino da Mata

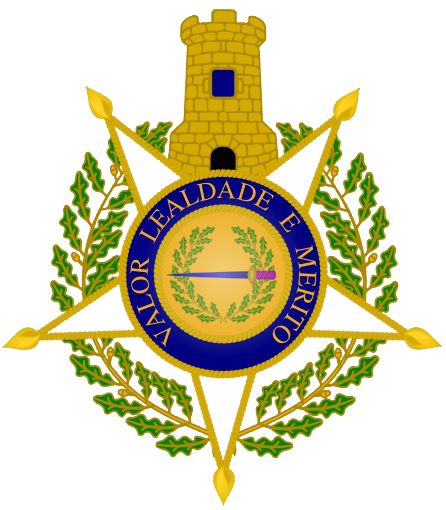
De militaire onderscheiding van de Toren en het Zwaard

Marcelino da Mata (Ponte Nova, Portugees-Guinea, 7 mei 1940 - Amadora, Portugal, 11 februari 2021) was een luitenant-kolonel in het Portugese leger.
Hij was een van de oprichters van de Afrikaanse commando's in Portugees-Guinea en de meest gedecoreerde militaire officier in de geschiedenis van het Portugese leger. Zijn carrière is omstreden. Hij wordt zowel geprezen als held in het Portugese koloniale leger en verguisd als oorlogsmisdadiger.

## Biografie
Da Mata werd geboren in een arm, katholiek Guinees gezin. Zijn gezin hoorde tot de bevolkingsgroep de Papel. "Da mata" betekent "van het bos" in het Portugees. Hij werd per vergissing gerekruteerd in het Portugese leger (in plaats van zijn broer) en opgeleid in het militaire opleidingscentrum (Quartel do Centro de Instrução Militar-CIM) in de stad Bolama op 3 januari 1960. Na zijn dienstplicht vervuld te hebben meldde hij zich vrijwillig bij het leger.

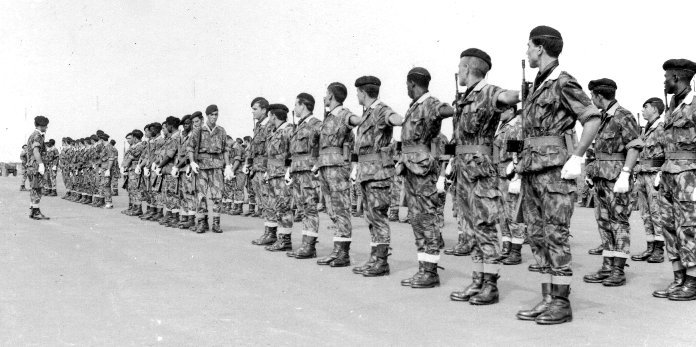
Commando's in Portugees-Guinea

Hij was oprichter van de Speciale Eenheid van Afrikaanse commando's (Portugees: Companhias de Comandos Africanos)  in het regiment van de Portugese commando's. 
Deze eenheid voerde contra-terrorisme-operaties uit in de koloniale oorlog die Portugal in Portugees-Guinea (het huidige Guinee-Bissau) voerde.
Marcelino da Mata nam deel aan een aantal opmerkelijke operaties:
- "Operação Tridente" (Operatie Drietand, van januari tot maart 1964) op het eiland Como in het zuiden van Guinee. Het doel van de operatie was om de PAIGC-guerrilla te elimineren en de Como-archipel te bezetten. Het werd een gedeeltelijk en tijdelijk militair Portugees succes.[3]

- "Operação Mar Verde" (Operatie Groene Zee) was een aanval op Conakry, de hoofdstad van Guinee, door 420 Portugese en Portugees-Guinese soldaten  in november 1970. De aanvallers trokken zich terug na het bevrijden van Portugese krijgsgevangenen en het vernietigen van enkele PAIGC-schepen en de infrastructuur van de Guinese luchtmacht, maar slaagden er niet in om Amílcar Cabral, de leider van de PAIGC-guerrilla's, te vangen of het regime van de Guinese leider Ahmed Sékou Touré omver te werpen.

- "Operação Ametista Real" (Operatie Koninklijke Amethist) was een militaire operatie uitgevoerd door het  bataljon Afrikaanse commando's, op 8 mei 1973 met als doel het ontzetten van het belegerde Guidaje, een Portugees garnizoen aan de grens met Senegal. De operatie werd als een Portugees succes beschouwd.

Op 2 juli 1969 werd Marcelino da Mata benoemd tot ridder in de hoogste onderscheiding die Portugal kent, de Oude en Zeer Nobele Militaire Orde van de Toren en het Zwaard, van Moed, Loyaliteit en Verdienste (Portugees: Cavaleiro da Antiga e Muito Nobre Ordem Militar da Torre e Espada, do Valor, Lealdade e Mérito). 
Hij werd geëvacueerd naar Portugal vanwege een verwonding vooraf aan de Anjer-revolutie van 25 april 1974. In 1975 werd hij in de RALIS-kazerne, Lissabon, gevangen gezet en gemarteld door Portugese officieren, aanhangers van de radicaal-linkse politieke partij  MRPP.
Da Mata slaagde erin om in 1975 naar Spanje te vluchten. Na de mislukte coup in Portugal van 25 november 1975 keerde hij terug. Marcelino da Mata ging in 1980 met pensioen en hij werd in 1994 gepromoveerd tot luitenant-kolonel. Hij werkte als veiligheidsmedewerker aan de Universidade Moderna de Lisboa, een privé-universiteit die bestaan heeft van 1994 tot 2008.
Hij rechtvaardigde zijn strijd in het Portugese leger met de uitdrukking "Guinee voor de Guineërs", waarmee hij bedoelde dat de PAIGC guerrilla's handelden in het belang van de Sovjet-Unie.
Marcelino da Mata stierf op 11 februari 2021 in Lissabon aan COVID-19. Bij zijn begrafenis waren aanwezig de president van Portugal, Marcelo Rebelo de Sousa, hoge vertegenwoordigers van het Portugese leger en vertegenwoordigers van de Vereniging van Commando's. 